# Nicky Hayden
Nicky Hayden, punim imenom Nicholas Patrick Hayden (Owensboro, okrug Daviess, Kentucky, SAD, 30. srpnja 1981.  - Cesena, pokrajina Forlì-Cesena, Emilia-Romagna, Italija, 22. svibnja 2017.), nadimka "The Kentucky Kid" je bio američki vozač motociklističkih utrka. 

## Životopis i karijera
Nicky Hayden je rođen 1981. godine u Owensboru u američkoj saveznoj državi Kentucky. Njegov otac Earl i majka Rose su se bavili motociklizmom, te su se tako Nicky i njegovih četvero braće i sestara počeli baviti motociklizmom u ranoj dobi. Nicky je prvu utrku imao sa samo četiri godine - na minibikeu u "dirt track" utrci, te se tako narednih godina, skupa sa svojom braćom natjecao u "dirt track" utrkama u organizacijama WKCRA i CMRA, a od 1989. i u AMA Amateur National Dirt Track. Nicky i braća su vozila za obiteljski trkači tim - "Earl's Racing". Uz "dirt track" utrke (na zemljanim stazama), od 1990. godine je Nicky počeo i voziti minibike utrke na asfaltnim stazama ("flat track"). Prvo iskustvo s trkaćim motociklom (klase 125cc) je imao 1992. godine. Do 1996. godine se Nicky uglavnom natjecao u AMA Amateur National Dirt Track te u organizaciji WERA. 
 1997. godine je napunio 16 godina, te je po pravilima mogao postati profesionalna vozač i natjecati se u cestovnom motociklu. On i brat Tommy su potpisali profesionalni ugovor s timom "Muzzy Racing". Nicky je zakupio motocikl proizvođača Kawasaki te je nastupio u nekoliko utrka AMA 600 Supersport i AMA 750 Supersport prvenstva. Također je te godine osvojio nagradu AMA Dirt Track Horizon Award. 
 
1998. godine je prešao u momčad "Hypercycle Suzuki" (na Suzuki motociklima), te je vozio kompletno prvenstva AMA 600 Supersport i AMA 750 Supersport (u oba je završio četvrtoplasirani), te u AMA Formula Xtreme - u sve tri kategorije je osvojio pobjedu u toj sezoni. 1998. godine je također prvi put nastupio na utrci za svjetsko prvenstvo - u Supersport svjetskoj seriji na utrci na stazi Laguna Seca, ali nije završio utrku. 
 
1999. godine je prešao u tim "Erion Honda", regularno nastupavši u prvenstvima AMA 600 Supersport (postao prvak) i AMA Formula Xtreme (osvojio drugo mjesto), te je kao zamjenaski vozač debitirao u AMA Superbike prvenstvu. Također se natjecao u AMA Grand National Championship u flat track utrkama (vozio Harley-Davidson). 2000. godine je prešao u momčad "American Honda" te je u AMA Superbike prvenstvu osvojio drugo mjesto, a 2001. treće mjesto. 
 
2002. godine je Nicky Hayden osvojio AMA Superbike prvenstvo, kao najmlađi prvak dotada, te je početkom sezone osvojio i poznatu utrku "Daytona 200". Te je sezone također nastupio prvi put na utrci Superbike svjetskog prvenstva. 
 
2003. godine Hayden je prešao u MotoGP svjetsko prvenstvo u momčad "Repsol Honda Team" (motocikl Honda RC211V) kao momčadski kolega svjetskom prvaku Valentinu Rossiju, osvojivši na kraju sezone peto mjesto, a najbolji rezultat su bila dva treća mjesta. U sezoni 2004. je osvojio osmo mjesto uz dva postolja, a timski kolega je bio Brazilac Alex Barros. Prvu pobjedu u MotoGP svjetskom prvenstvu je osvojio 2005. godine - "VN SAD-a" na stazi Laguna Seca. U ovoj sezoni je ukupno bio trećeplasirani u prvenstvu, uz ukupno šest postolja. Timski kolega u sezoni 2005. je bio Talijan Max Biaggi. U sezoni 2006. Nicky Hayden je dobio četvrtog timskog kolegu u "Repsol Hondi" u četiri sezone - Danija Pedrosu iz Španjolske. U sezoni u kojoj je sedam vozača osvojilo pobjede u MotoGP klasi, a pet vozača je bilo u stalnoj borbi za naslov - Nicky Hayden je osvojio naslov s 5 bodova prednosti ispred Valentina Rossija (ukupno 252). Osvojio je dvije utrke, te je na 10 utrka ukupno bio na postolju. 2007. godine su u MotoGP klasi umjesto dotadašnjih motocikala od 990cc uvedeni motocikli od 800cc, što nije odgovaralao Haydenovom vozačkom stilu. U te dvije sezone je osvojio 8. i 6. mjesto u prvenstvu, uz osvojenih pet postolja te više nikad nije ostvario pobjedu u MotoGP prvenstvu. 2009. godine prelazi u "Ducati Marlboro Team" - tvorničku momčad Ducatija (kasnije kao i "Ducati Team", odnosno "Ducati Corse"), za koji vozi do kraja sezone 2013., odvozivši 86 utrka na kojima se tri puta plasirao na pobjedničko postolje. Najboli plasman na kraju sezone u Ducatiju je imao 2010. godine - 7. mjesto. Timske kolege u "Ducati Teamu" su mu bili Australac Casey Stoner (2009. i 2010.), Valentino Rossi (2011. i 2012.) te Andrea Dovizioso (2013.) 
 
2014. godine je prešao u "Aspar team", koji je koristio Hondine motocikle u tzv. "Open" podklasi - Honda RCV1000R (2014.) i Honda RC213V-RS (2015.). 
 2016. godine je Nicky Hayden prešao u Superbike svjetsko prvenstvo za Honda World Superbike Team (motocikl Honda CBR1000RR). Na kraju prvenstva je bio petoplasirani s 248 pobjeda, osvojivši jednu pobjedu (u Maleziji), te je četiri puta bio na pobjedničkom postolju. Također je 2016. na dvije utrke MotoGP svjetskog prvenstva nastupio kao zamjenski ("wild card") vozač na motociklu Honda RC213V). 
 
Pripremajući se za nastavak sezone, 17. svibnja 2017. dok je vozio bicikl blizu grada Rimini u Italiji, na njega je naletio osobni automobil. S teškim ozljedama glave i prsnog koša je prevezen u bolnicu u Cesenu, gdje je operiran i stavljen u induciranu komu. 
 
Od posljedica teških ozljeda je preminuo 22. svibnja 2017. u 35. godini života.

Nickyeva braća Tommy (r. 1978.) i Roger Lee (r. 1983.) su također uspješni motociklisti, te su se pretežno natjecali u prvenstvima organizacije AMA.

## Uspjesi u prvenstvima
Svjetsko prvenstvo - MotoGP
- prvak: 2006.
- trećeplasirani: 2005.

AMA - Superbike
- prvak: 2002.
- doprvak: 2000.
- trećeplasirani: 2001.

AMA - 600 Supersport
- prvak: 1999.

AMA - Formula Xtreme
- doprvak: 1999.

## Osvojene utrke
Osvojene utrke u natjecanjima sa statusom svjetskog prvenstva
| sezona | prvenstvo                      | momčad                     | konstruktor | motocikl           | staza       | osvojena utrka            | izvori      |
| ------ | ------------------------------ | -------------------------- | ----------- | ------------------ | ----------- | ------------------------- | ----------- |
| 2005.  | Svjetsko prvenstvo - MotoGP    | Repsol Honda Team          | Honda       | Honda RC211V       | Laguna Seca | VN SAD-a                  | [ 4 ] [ 5 ] |
| 2006.  | Svjetsko prvenstvo - MotoGP    | Repsol Honda Team          | Honda       | Honda RC211V       | Assen       | VN Nizozemske             | [ 4 ] [ 6 ] |
| 2006.  | Svjetsko prvenstvo - MotoGP    | Repsol Honda Team          | Honda       | Honda RC211V       | Laguna Seca | VN SAD-a                  | [ 4 ] [ 6 ] |
| 2016.  | Svjetsko prvenstvo - Superbike | Honda World Superbike Team | Honda       | Honda CBR1000RR SP | Sepang      | Malaysian Round - utrka 2 | [ 7 ] [ 8 ] |

Ostale pobjede

## Pregled karijere

### Po sezonama - cestovni moticiklizam
| sezona | prvenstvo                    | momčad                                           | konstruktor | motocikl                                           | utrka | pobjede | postolja | 1. startna pozicija | najbrži krug | bodova | plasman | izvori                           |
| ------ | ---------------------------- | ------------------------------------------------ | ----------- | -------------------------------------------------- | ----- | ------- | -------- | ------------------- | ------------ | ------ | ------- | -------------------------------- |
| 1997.  | AMA - 750 Supersport         | Earl’s Racing                                    |             |                                                    |       |         |          |                     |              |        |         | [ 9 ]                            |
| 1997.  | AMA - 600 Supersport         | Earl’s Racing                                    | Kawasaki    | Kawasaki ZX-6R                                     |       |         |          |                     |              |        |         | [ 9 ]                            |
| 1998.  | AMA - 750 Supersport         | Hypercycle Suzuki                                | Suzuki      | Suzuki GSX-R750                                    |       | 5       |          |                     |              | 271    | 4.      | [ 9 ] [ 10 ] [ 11 ]              |
| 1998.  | AMA - 600 Supersport         | Hypercycle Suzuki                                | Suzuki      | Suzuki GSX-R600                                    |       | 1       |          |                     |              | 315    | 4.      | [ 9 ] [ 10 ] [ 11 ]              |
| 1998.  | AMA - Formula Xtreme         |                                                  |             |                                                    |       |         |          |                     |              |        |         | [ 9 ]                            |
| 1998.  | Svjetska serija - Supersport | Hypercycle Suzuki                                | Suzuki      | Suzuki                                             | 1     |         |          |                     |              | 0      | NC      | [ 12 ]                           |
| 1999.  | AMA - Formula Xtreme         | Erion Honda                                      | Honda       | Honda CBR900RR                                     |       | 7       |          |                     |              | 280    | 2.      | [ 9 ] [ 10 ] [ 11 ]              |
| 1999.  | AMA - 600 Supersport         | Erion Honda                                      | Honda       | Honda CBR600                                       |       | 5       |          |                     |              | 372    | 1.      | [ 9 ] [ 10 ] [ 11 ]              |
| 1999.  | AMA - Superbike              | Erion Honda                                      | Honda       | Honda                                              |       |         |          |                     |              |        |         | [ 9 ]                            |
| 2000.  | AMA - Superbike              | American Honda                                   | Honda       | Honda RC51                                         |       | 4       |          |                     |              | 383    | 2.      | [ 9 ] [ 10 ] [ 11 ]              |
| 2001.  | AMA - Superbike              | American Honda                                   | Honda       | Honda RC51                                         |       | 4       |          |                     |              | 340    | 3.      | [ 9 ] [ 10 ] [ 11 ]              |
| 2002.  | AMA - Superbike              | American Honda                                   | Honda       | Honda RC51                                         |       | 9       |          |                     |              | 488    | 1.      | [ 9 ] [ 10 ] [ 11 ]              |
| 2002.  | SP - Superbike               | American Honda                                   | Honda       | Honda RC51                                         | 2     | 0       | 0        | 0                   | 0            | 16     | 26.     | [ 9 ] [ 7 ] [ 13 ] [ 14 ]        |
| 2003.  | SP - MotoGP                  | Repsol Honda                                     | Honda       | Honda RC211V                                       | 16    | 0       | 2        | 0                   | 0            | 130    | 5.      | [ 9 ] [ 4 ] [ 15 ] [ 16 ] [ 17 ] |
| 2004.  | SP - MotoGP                  | Repsol Honda Team                                | Honda       | Honda RC211V                                       | 15    | 0       | 2        | 0                   | 0            | 117    | 8.      | [ 9 ] [ 4 ] [ 15 ] [ 18 ] [ 19 ] |
| 2005.  | SP - MotoGP                  | Repsol Honda Team                                | Honda       | Honda RC211V                                       | 17    | 1       | 6        | 3                   | 2            | 206    | 3       | [ 9 ] [ 4 ] [ 15 ] [ 5 ]         |
| 2006.  | SP - MotoGP                  | Repsol Honda Team                                | Honda       | Honda RC211V                                       | 17    | 2       | 10       | 1                   | 2            | 252    | 1.      | [ 9 ] [ 4 ] [ 15 ] [ 6 ]         |
| 2007.  | SP - MotoGP                  | Repsol Honda Team                                | Honda       | Honda RC212V                                       | 18    | 0       | 3        | 1                   | 1            | 127    | 8.      | [ 9 ] [ 4 ] [ 15 ] [ 20 ]        |
| 2008.  | SP - MotoGP                  | Repsol Honda Team                                | Honda       | Honda RC212V                                       | 16    | 0       | 2        | 0                   | 1            | 155    | 6.      | [ 9 ] [ 4 ] [ 15 ] [ 21 ]        |
| 2009.  | SP - MotoGP                  | Ducati Marlboro Team                             | Ducati      | Ducati Desmosedici GP9                             | 17    | 0       | 1        | 0                   | 0            | 104    | 13.     | [ 9 ] [ 4 ] [ 15 ] [ 22 ]        |
| 2010.  | SP - MotoGP                  | Ducati Marlboro Team                             | Ducati      | Ducati Desmosedici GP10                            | 18    | 0       | 1        | 0                   | 0            | 163    | 7.      | [ 9 ] [ 4 ] [ 15 ] [ 23 ]        |
| 2011.  | SP - MotoGP                  | Ducati Team                                      | Ducati      | Ducati Desmosedici GP11, Ducati Desmosedici GP11.1 | 17    | 0       | 1        | 0                   | 1            | 132    | 8.      | [ 9 ] [ 4 ] [ 15 ]               |
| 2012.  | SP - MotoGP                  | Ducati Team                                      | Ducati      | Ducati Desmosedici GP12                            | 16    | 0       | 0        | 0                   | 0            | 122    | 9.      | [ 9 ] [ 4 ] [ 15 ]               |
| 2013.  | SP - MotoGP                  | Ducati Team                                      | Ducati      | Ducati Desmosedici GP13                            | 18    | 0       | 0        | 0                   | 0            | 126    | 9.      | [ 4 ] [ 15 ]                     |
| 2014.  | SP - MotoGP                  | Drive M7 Aspar                                   | Honda       | Honda RCV1000R                                     | 13    | 0       | 0        | 0                   | 0            | 47     | 16.     | [ 4 ] [ 15 ]                     |
| 2015.  | SP - MotoGP                  | Aspar MotoGP Team                                | Honda       | Honda RC213V-RS                                    | 18    | 0       | 0        | 0                   | 0            | 16     | 20.     | [ 4 ] [ 15 ]                     |
| 2016.  | SP - MotoGP                  | Estrella Galicia 0,0 Marc VDS, Repsol Honda Team | Honda       | Honda RC213V                                       | 2     | 0       | 0        | 0                   | 0            | 1      | 26      | [ 4 ] [ 15 ]                     |
| 2016.  | SP - Superbike               | Honda World Superbike Team                       | Honda       | Honda CBR1000RR SP                                 | 26    | 1       | 4        | 0                   | 0            | 248    | 5.      | [ 7 ] [ 8 ]                      |
| 2017.  | SP - Superbike               | Red Bull Honda World Superbike Team              | Honda       | Honda CBR1000RR                                    | 10    | 0       | 0        | 0                   | 0            | 40     | 17.     | [ 7 ] [ 24 ]                     |

### Po natjecanjima - Cestovni motociklizam
| sezone        | prvenstvo                          | klasa          | konstruktor           | sezona | utrka | pobjede | postolja | 1. startna pozicija | najbrži krug |  |
| ------------- | ---------------------------------- | -------------- | --------------------- | ------ | ----- | ------- | -------- | ------------------- | ------------ |  |
| 1997. – 1998. | AMA                                | 750 Supersport | Suzuki                | 2      |       | 5       |          |                     |              |  |
| 1997. – 1999. | AMA                                | 600 Supersport | Kawasaki Honda Suzuki | 3      |       | 6       |          |                     |              |  |
| 1998. – 1999. | AMA                                | Formula Xtreme | Honda                 | 2      |       | 7       |          |                     |              |  |
| 1998.         | Svjetska serija Svjetsko prvenstvo | Supersport     | Suzuki                | 1      | 1     | 0       | 0        | 0                   | 0            |  |
| 1999. – 2002. | AMA                                | Superbike      | Honda                 | 4      |       | 17      | 30       |                     |              |  |
| 2002. – 2017. | Svjetsko prvenstvo                 | Superbike      | Honda                 | 3      | 38    | 1       | 4        | 0                   | 0            |  |
| 2003. – 2016. | Svjetsko prvenstvo (GP)            | MotoGP         | Honda Ducati          | 15     | 218   | 3       | 28       | 5                   | 7            |  |

## Vanjske poveznice
- (engl.) nickyhayden.com
- (engl.) motorsportmagazine.com, Nicky Hayden
- (engl.) motogp.com, Nicky Hayden  Arhivirana inačica izvorne stranice od 4. ožujka 2021. (Wayback Machine)
- (engl.) worldsbk.com, Nicky Hayden